# Tekniska högskolan (Stockholms tunnelbana)
Tekniska högskolan ist eine unterirdische Station der Stockholmer U-Bahn, die südlich der namensgebenden Tekniska högskolan liegt. Sie befindet sich im Stadtteil Östermalm. Die Station wird von der Röda linjen des Stockholmer U-Bahn-Systems, sowie von der schmalspurigen Roslagsbanan, die an der oberirdischen Station Stockholms östra hält, und Bussen nach Norrtälje bedient. Die zentrale Lage in der Innenstadt sowie die zahlreichen Umsteigemöglichkeiten machen die Station zu einer der meistfrequentiertesten des U-Bahn-Netzes. An einem normalen Werktag steigen hier 25.750 Pendler zu.
Die Station wurde am 30. September 1973 in Betrieb genommen, als der nördliche Abschnitt der Röda linjen zwischen Östermalmstorg und Tekniska högskolan eingeweiht wurde und war vor Eröffnung der Verlängerung der Röda linjen zur Universität bis zum 12. Januar 1975 Endstation der Linie T14. Die Bahnsteige befinden sich ca. 18 Meter unter der Erde. Die Station liegt zwischen den Stationen Stadion und Universitetet. Bis zum Stockholmer Hauptbahnhof sind es etwa 2,5 km.